# Goßfelden
Goßfelden ist der nach Einwohnerzahl größte Ortsteil der Gemeinde Lahntal im mittelhessischen Landkreis Marburg-Biedenkopf.

## Geschichte

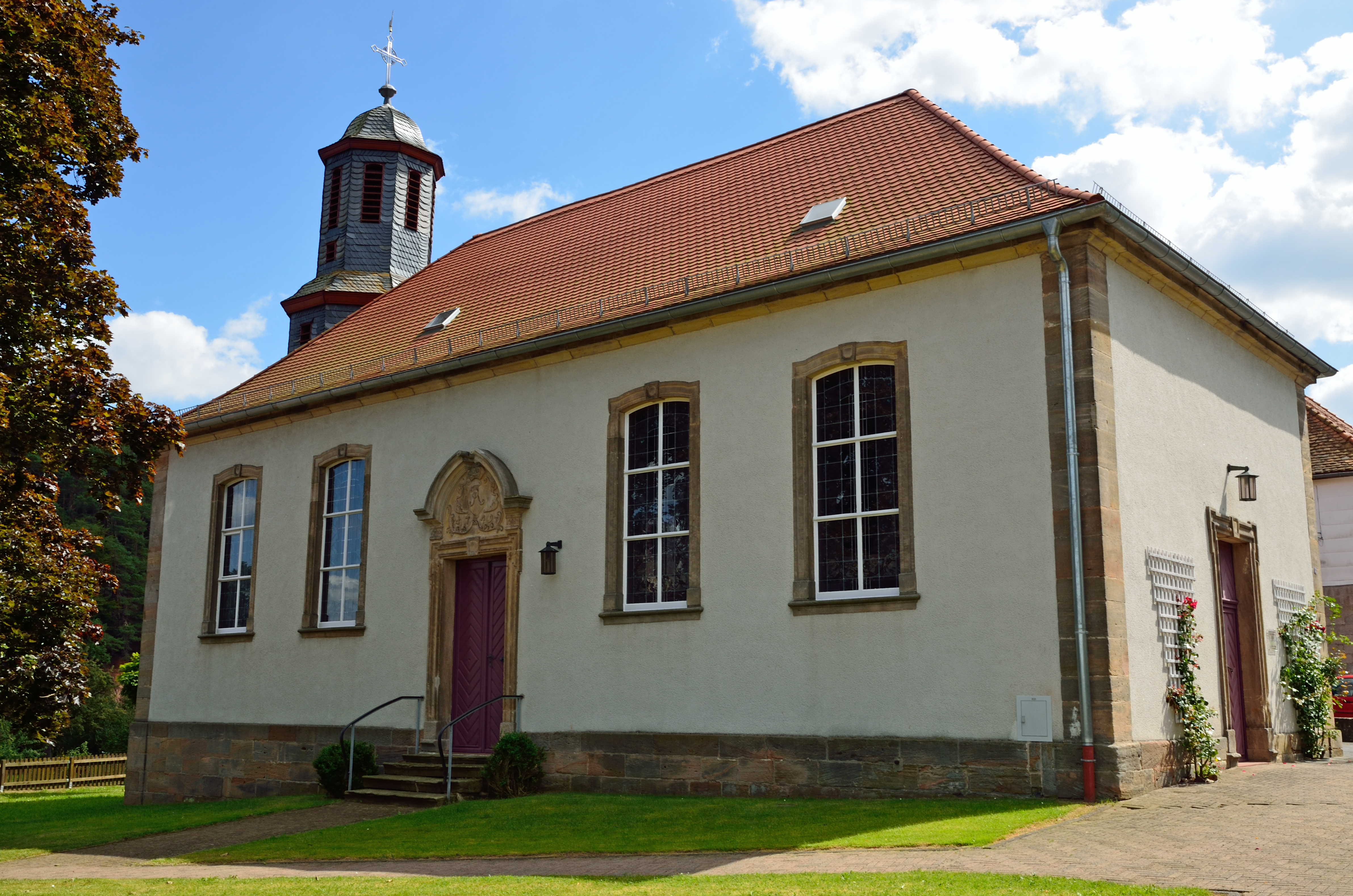
Kirche in Goßfelden

### Ortsgeschichte
Die älteste bekannte schriftliche Erwähnung von Goßfelden erfolgte unter dem Namen Gozfeldene marcha um das Jahr 850 im Codex Eberhardi des Reichsklosters Fulda. Im Laufe der nächsten Jahrhunderte wurde das beiderseits der Lahn liegende Dorf zweigeteilt: Der Ortsteil südlich der Lahn gehörte seit 1273 zum Gericht Goßfelden und damit zum Deutschen Orden, während der nördlich der Lahn liegende Teil seit 1374 zur Grafschaft (und später dem Amt) Wetter gehörte. Erst 1809 nach der Aufhebung des Deutschen Ordens wurden beide Teile des Dorfes im Kanton Caldern des napoleonischen Königreichs Westphalen vereinigt.
Im Jahre 1601 wurde im Ort ein Rathaus erbaut. Nach Plänen des bereits verstorbenen hessen-kasselschen Landbaumeisters Giovanni Ghezzi (1677–1746) entstand 1749 die Kirche in Goßfelden, neben der 1809 eine Schule erbaut wurde.
Nach dem von 1900 bis 1922 in Goßfelden lebenden Malers und Illustrators Otto Ubbelohde wurde 1964 eine neu erbaute Schule benannt.
Hessische Gebietsreform (1970–1977)
Im Zuge der Gebietsreform in Hessen fusionierten Goßfelden und der Nachbarort Sarnau zum 31. Dezember 1970 auf freiwilliger Basis zur Gemeinde Lahnfels. Diese wurde jedoch am 1. Juli 1974 kraft Landesgesetz in die erweiterte Großgemeinde Lahntal eingegliedert. Beide Ortsteile bildeten gemeinsam mit fünf weiteren Orten die Großgemeinde Lahntal. Für Goßfelden wurde, wie für die übrigen ehemaligen Gemeinden von Lahntal, ein Ortsbezirk gebildet.

### Verwaltungsgeschichte im Überblick
Die folgende Liste zeigt die Staaten und Verwaltungseinheiten, denen Goßfelden angehört(e):
- um 850: marcha (provincie Hassorum)
- 1273 und später: Heiliges Römisches Reich, der südlich der Lahn gelegene Ortsteil zum Gericht Goßfelden (zum Deutschen Orden)
- 1374 und später: Heiliges Römisches Reich, der nördlich der Lahn gelegene Ortsteil zur Grafschaft und Amt Wetter
- vor 1567: Heiliges Römisches Reich, Landgrafschaft Hessen, Amt Wetter
- ab 1567: Heiliges Römisches Reich, Landgrafschaft Hessen-Marburg, Amt Wetter[9]
- 1604–1648: Heiliges Römisches Reich, strittig zwischen Landgrafschaft Hessen-Darmstadt und Landgrafschaft Hessen-Kassel (Hessenkrieg), Amt Wetter
- ab 1648: Heiliges Römisches Reich, Landgrafschaft Hessen-Kassel, Amt Wetter
- ab 1806: Landgrafschaft Hessen-Kassel, Amt Wetter[10]
- 1807–1813: Königreich Westphalen, Departement der Werra, Distrikt Marburg, Kanton Kaldern[Anm. 2]
- ab 1815: Kurfürstentum Hessen, Amt Wetter[11]
- ab 1821: Kurfürstentum Hessen, Provinz Oberhessen, Kreis Marburg[12][Anm. 3]
- ab 1848: Kurfürstentum Hessen, Bezirk Marburg
- ab 1851: Kurfürstentum Hessen, Provinz Oberhessen, Kreis Marburg
- ab 1867: Königreich Preußen, Provinz Hessen-Nassau, Regierungsbezirk Kassel, Kreis Marburg
- ab 1871: Deutsches Reich,  Königreich Preußen, Provinz Hessen-Nassau, Regierungsbezirk Kassel, Kreis Marburg
- ab 1918: Deutsches Reich, Freistaat Preußen, Provinz Hessen-Nassau, Regierungsbezirk Kassel, Kreis Marburg
- ab 1944: Deutsches Reich, Freistaat Preußen, Provinz Kurhessen, Landkreis Marburg
- ab 1945: Amerikanische Besatzungszone, Groß-Hessen, Regierungsbezirk Kassel, Landkreis Marburg
- ab 1946: Amerikanische Besatzungszone, Land Hessen, Regierungsbezirk Kassel, Landkreis Marburg
- ab 1949: Bundesrepublik Deutschland, Land Hessen, Regierungsbezirk Kassel, Landkreis Marburg
- ab 1971: Bundesrepublik Deutschland, Land Hessen, Regierungsbezirk Kassel, Landkreis Marburg, Gemeinde Lahnfels[Anm. 4]
- ab 1974: Bundesrepublik Deutschland, Land Hessen, Regierungsbezirk Kassel, Landkreis Marburg-Biedenkopf, Gemeinde Lahntal[Anm. 5]
- ab 1981: Bundesrepublik Deutschland, Land Hessen, Regierungsbezirk Gießen, Landkreis Marburg-Biedenkopf, Gemeinde Lahntal

### Gerichte seit 1821
Mit Edikt vom 29. Juni 1821 wurden in Kurhessen Verwaltung und Justiz getrennt. In Marburg wurde der Kreis Marburg für die Verwaltung eingerichtet und das Landgericht Marburg war als Gericht in erster Instanz für Goßfelden zuständig. 1850 wurde das Landgericht Marburg in Justizamt Marburg umbenannt. Nach der Annexion Kurhessens durch Preußen 1866 erfolgte am 1. September 1867 die Umbenennung des bisherigen Justizamtes in Amtsgericht Marburg. Auch mit dem Inkrafttreten des Gerichtsverfassungsgesetzes von 1879 blieb das Amtsgericht unter seinem Namen bestehen. 1948 wurde Goßfelden dem Amtsgericht Kirchhain zugeteilt.

## Bevölkerung

### Einwohnerstruktur 2011
Nach den Erhebungen des Zensus 2011 lebten am Stichtag dem 9. Mai 2011 in Goßfelden 2130 Einwohner. Darunter waren 93 (4,4 %) Ausländer.
Nach dem Lebensalter waren 402 Einwohner unter 18 Jahren, 924 zwischen 18 und 49, 249 zwischen 50 und 64 und 195 Einwohner waren älter. Die Einwohner lebten in 924 Haushalten. Davon waren 270 Singlehaushalte, 249 Paare ohne Kinder und 303 Paare mit Kindern, sowie 84 Alleinerziehende und 21 Wohngemeinschaften. In 144 Haushalten lebten ausschließlich Senioren und in 669 Haushaltungen lebten keine Senioren.

### Einwohnerentwicklung
| Quelle: Historisches Ortslexikon | |
| • 1577:                          | 38 Hausgesesse                                                                                       |
| • 1580:                          | 7 Ackerleute, 15 Einläuftige                                                                         |
| • 1681:                          | 44 hausgesessene Mannschaften                                                                        |
| • 1747:                          | 49 Haushalte                                                                                         |
| • 1788:                          | drei Juden und Jüdinnen, drei vierspännige, zwei dreispännige, sieben zweispännige Wagen, 31 Karren. |
| • 1838:                          | Familien: 56 nutzungsberechtigte, 24 nicht nutzungsberechtigte Ortsbürger, 16 Beisassen              |

| Goßfelden: Einwohnerzahlen von 1788 bis 2022 | Goßfelden: Einwohnerzahlen von 1788 bis 2022 | Goßfelden: Einwohnerzahlen von 1788 bis 2022 | Goßfelden: Einwohnerzahlen von 1788 bis 2022 | Goßfelden: Einwohnerzahlen von 1788 bis 2022 |
| --- | -------------------------------------------- | -------------------------------------------- | -------------------------------------------- | -------------------------------------------- |
| Jahr |                                              |                                              |                                              | Einwohner                                    |
| 1788 | 1788                                         |                                              | 356                                          | 356                                          |
| 1800 | 1800                                         |                                              | ?                                            | ?                                            |
| 1834 | 1834                                         |                                              | 567                                          | 567                                          |
| 1840 | 1840                                         |                                              | 543                                          | 543                                          |
| 1846 | 1846                                         |                                              | 540                                          | 540                                          |
| 1852 | 1852                                         |                                              | 581                                          | 581                                          |
| 1858 | 1858                                         |                                              | 578                                          | 578                                          |
| 1864 | 1864                                         |                                              | 568                                          | 568                                          |
| 1871 | 1871                                         |                                              | 513                                          | 513                                          |
| 1875 | 1875                                         |                                              | 548                                          | 548                                          |
| 1885 | 1885                                         |                                              | 603                                          | 603                                          |
| 1895 | 1895                                         |                                              | 619                                          | 619                                          |
| 1905 | 1905                                         |                                              | 648                                          | 648                                          |
| 1910 | 1910                                         |                                              | 643                                          | 643                                          |
| 1925 | 1925                                         |                                              | 702                                          | 702                                          |
| 1939 | 1939                                         |                                              | 788                                          | 788                                          |
| 1946 | 1946                                         |                                              | 1.081                                        | 1.081                                        |
| 1950 | 1950                                         |                                              | 1.127                                        | 1.127                                        |
| 1956 | 1956                                         |                                              | 1.067                                        | 1.067                                        |
| 1961 | 1961                                         |                                              | 1.090                                        | 1.090                                        |
| 1967 | 1967                                         |                                              | 1.159                                        | 1.159                                        |
| 1970 | 1970                                         |                                              | 1.202                                        | 1.202                                        |
| 1980 | 1980                                         |                                              | ?                                            | ?                                            |
| 1990 | 1990                                         |                                              | 2.260                                        | 2.260                                        |
| 2003 | 2003                                         |                                              | 2.266                                        | 2.266                                        |
| 2008 | 2008                                         |                                              | 2.387                                        | 2.387                                        |
| 2011 | 2011                                         |                                              | 2.130                                        | 2.130                                        |
| 2014 | 2014                                         |                                              | 2.212                                        | 2.212                                        |
| 2022 | 2022                                         |                                              | 2.211                                        | 2.211                                        |
| Datenquelle: Historisches Gemeindeverzeichnis für Hessen: Die Bevölkerung der Gemeinden 1834 bis 1967. Wiesbaden: Hessisches Statistisches Landesamt, 1968. Weitere Quellen: LAGIS; Zensus 2011; Gemeinde Lahntal: 2014, 2022 |                                              |                                              |                                              |                                              |

### Historische Religionszugehörigkeit
| Quelle: Historisches Ortslexikon |                                                                                             |
| • 1861:                          | 534 evangelisch-lutherische, drei evangelisch-reformierte, 25 jüdische Einwohner            |
| • 1885:                          | 581 evangelische (= 96,35 %), ein katholischer (= 0,17 %), 24 jüdische (= 3,48 %) Einwohner |
| • 1961:                          | 951 evangelische (= 87,25 %), 112 katholische (= 10,28 %) Einwohner                         |

### Erwerbstätigkeit
| Quelle: Historisches Ortslexikon | |
| • 1788:                          | Erwerbspersonen: 1 Wirt, 1 Müller, 4 Zimmerleute, 2 Maurer, 2 Schmiede, 2 Dachdecker, 2 Schneider, 24 unzünftige Leineweber, 3 Lohnschaffner, 7 Tagelöhner, 4 Tagelöhnerinnen, 3 Juden und Jüdinnen, 3 vierspännige, 2 dreispännige, 7 zweispännige Wagen, 31 Karren |
| • 1838:                          | Familien: 37 Ackerbau, acht Gewerbe, 25 Tagelöhner. |
| • 1961:                          | Erwerbspersonen: 152 Land- und Forstwirtschaft, 202 produzierendes Gewerbe, 70 Handel und Verkehr, 83 Dienstleistungen und Sonstiges. |

## Politik
Für Goßfelden besteht ein Ortsbezirk mit Ortsbeirat und Ortsvorsteher nach der Hessischen Gemeindeordnung.
Der Ortsbeirat für den Ortsbezirk Goßfelden besteht aus fünf Mitgliedern. Die Wahlbeteiligung zur Wahl des Ortsbeirats bei der Kommunalwahl 2021 48,55 %. Dabei wurden gewählt: nn Mitglieder der SPD, je ein Mitglied der CDU, der Bündnis 90/Die Grünen und der „Bürgerliste Lahntal“. Der Ortsbeirat wählte Patricia Agricola (SPD) zur Ortsvorsteherin.

## Kultur und Sehenswürdigkeiten

### Grenzgang Goßfelden
Alle sieben Jahre wird, wie in weiteren Gemeinden Mittelhessens, ein Grenzgangsfest in Goßfelden begangen. Meist Ende Juni gibt es ein fünftägiges Dorffest mit Grenzbegang, historischem Festzug sowie Vereins- und Tanzabenden mit Partybands. Das Fest geht zurück auf einen 600 Jahre alten Brauch. Die Grenzen der Gemarkung von Goßfelden waren in damaliger Zeit öfter umstritten. Um sie den Einwohnern und ihren Kindern einzuprägen, wurden die Gemeindelandgrenzen gemeinsam abgeschritten. An den wichtigsten Orten gab man angeblich den Kindern Ohrfeigen, damit das Schmerzerlebnis ihnen die Bedeutung „einbläute“. Auf den Frühstücksplätzen dieser mehrere Kilometer langen Prozession gab es Süßigkeiten. Dokumentiert finden sich solche Details laut Bericht der Oberhessischen Presse in alten Gerichtsprotokollen. Anlässlich der 1200-Jahr-Feier der Gemeinde wurde 1953 die wegen der Weltkriege fortgefallene Tradition wiederbelebt. Erstmals war 1889 der wegen verlorengegangener Notwendigkeit eingestellte Brauch folkloristisch neu aufgelegt worden.
Zum Grenzgangsfest vom 25. bis 29. Juni 2009 hatte der Grenzgangsverein Goßfelden eine 200 Seiten starke Festschrift mit vielen Bildern herausgegeben. In einem historischen Teil geht es um die Figur des peitschenschwingenden Grenzläufers, um den Gründer Arnfried, das Festspiel zur 1200-Jahr-Feier und die Entstehung des Ortsnamens sowie um Ordensritter. Ein solcher in Plattenrüstung vor der Wahrzeichen-Brücke Goßfeldens dekoriert auch das Wappen des Vereins. Im volkskundlichen zweiten Teil der Schrift geht es um Brauchtum und ländliches Handwerk. Viele historische Fotos von früheren Festzügen und Ortsansichten sind enthalten. Der siebenköpfige Festschrift-Ausschuss hatte das Material aus Kirchenbüchern, privaten Quellen und Dokumenten des Hessischen Staatsarchivs in Marburg zusammengetragen. Seit 1953 ist anlässlich des Grenzgangs jedes Mal eine Festschrift erschienen.
Zuletzt fand das Grenzgangfest vom 22. bis 26. Juni 2023 statt, das nächste ist für das Jahr 2030 vorgesehen.

### Bauwerke
Zu den Sehenswürdigkeiten Goßfeldens zählen die 1802 erbaute alte Brücke über die Lahn, die Kirche, sowie das als Museum eingerichtete ehemalige Wohnhaus des Malers und Grimms-Märchen-Illustrators Otto Ubbelohde, das Ubbelohde-Haus.

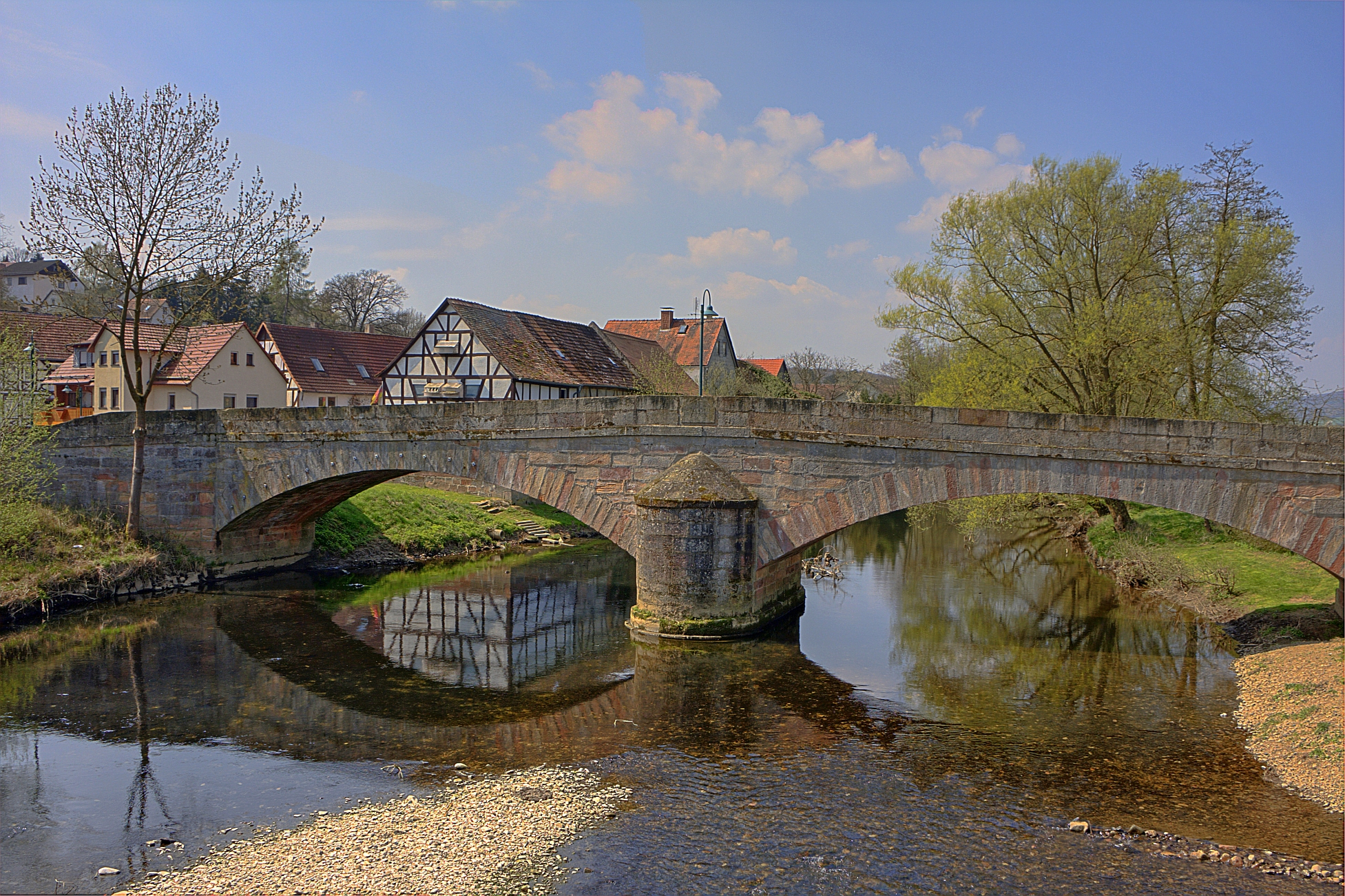
Alte Brücke
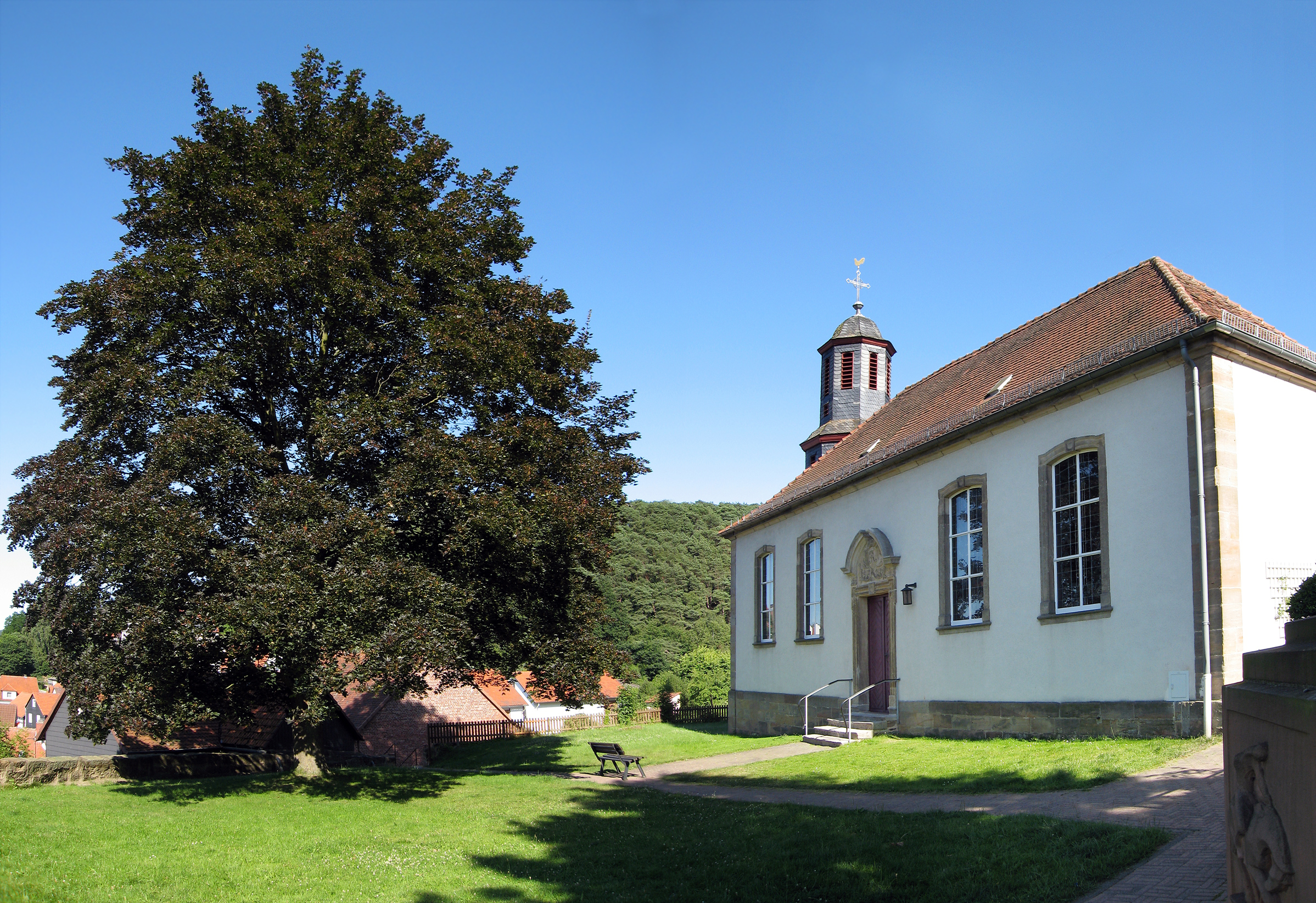
Kirche
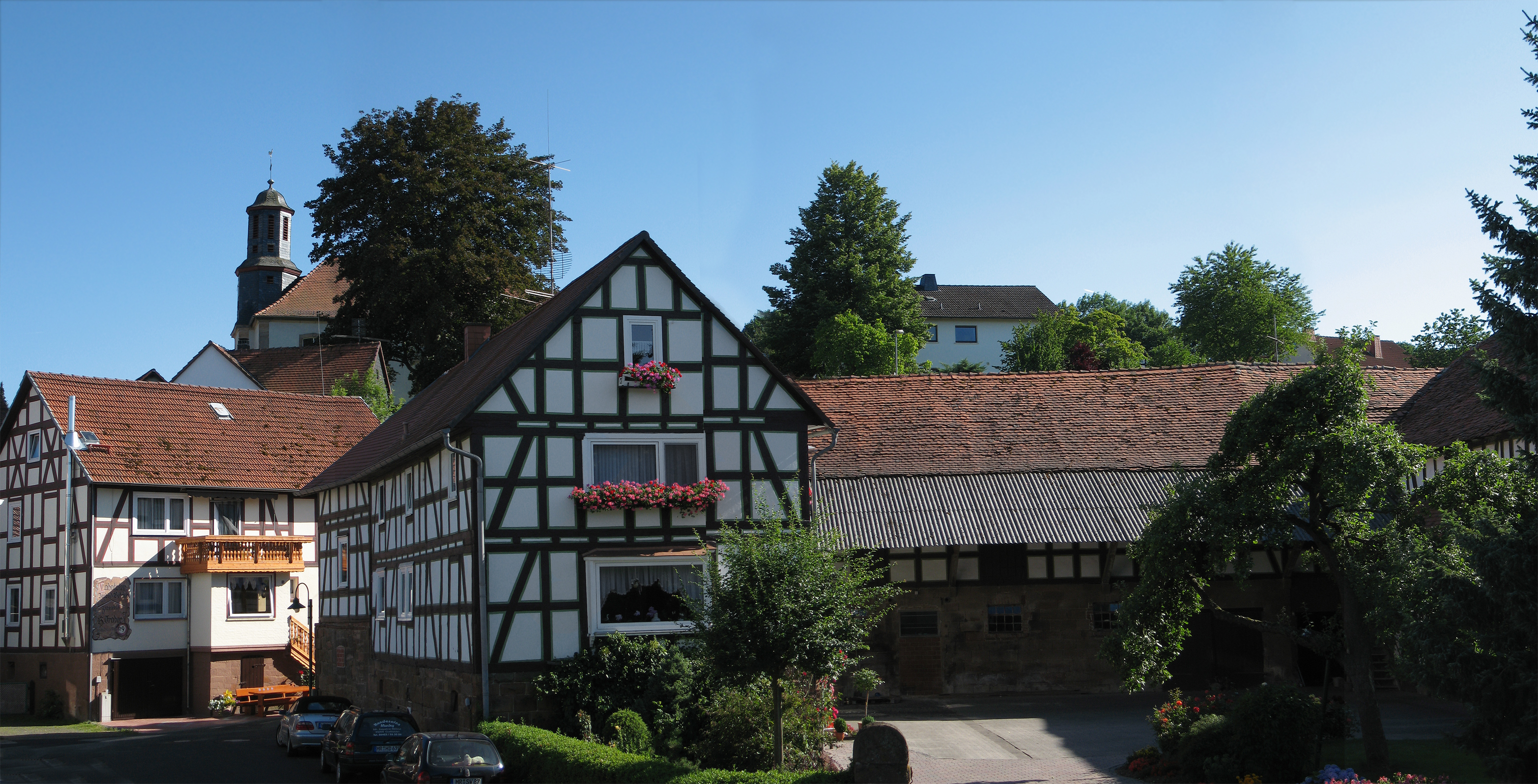
Ortsansicht
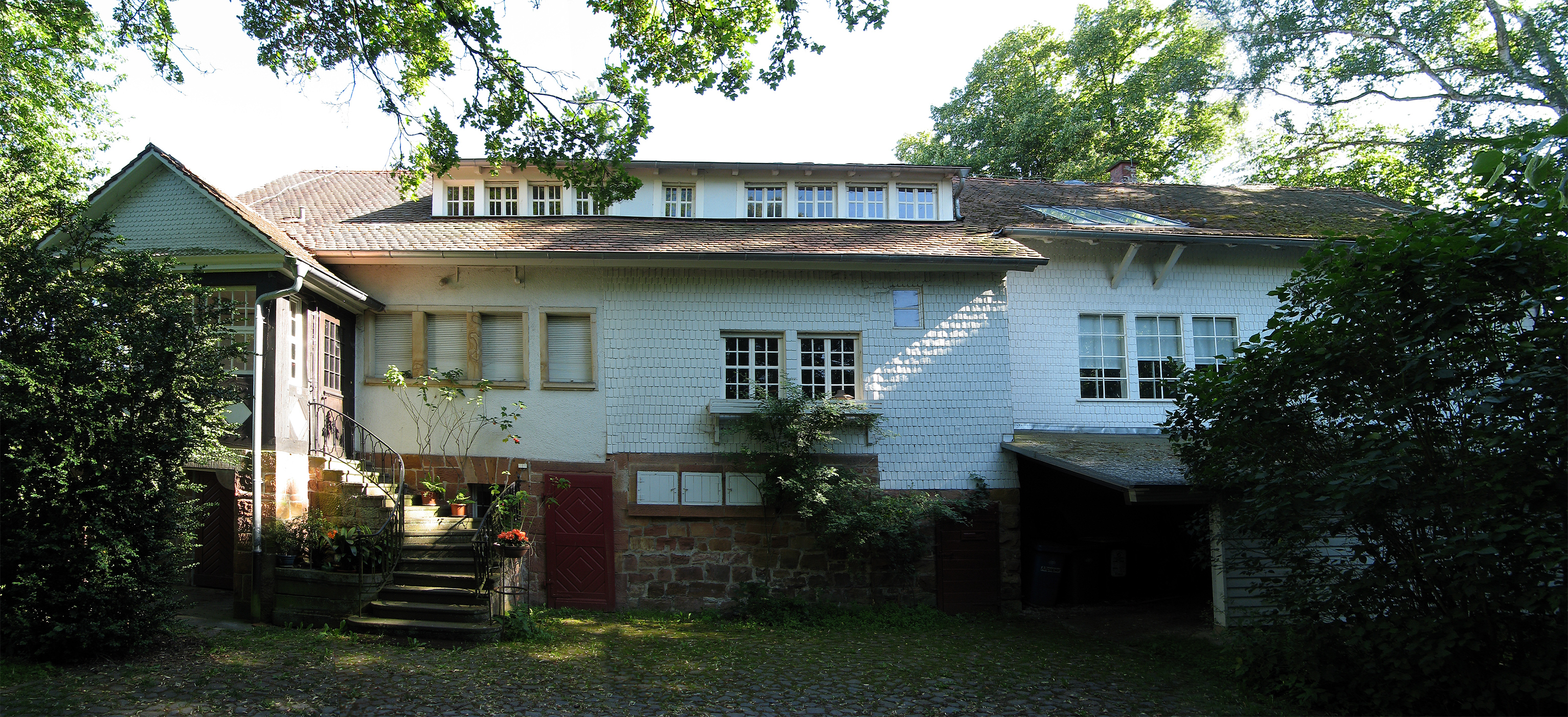
Das Ubbelohde-Haus
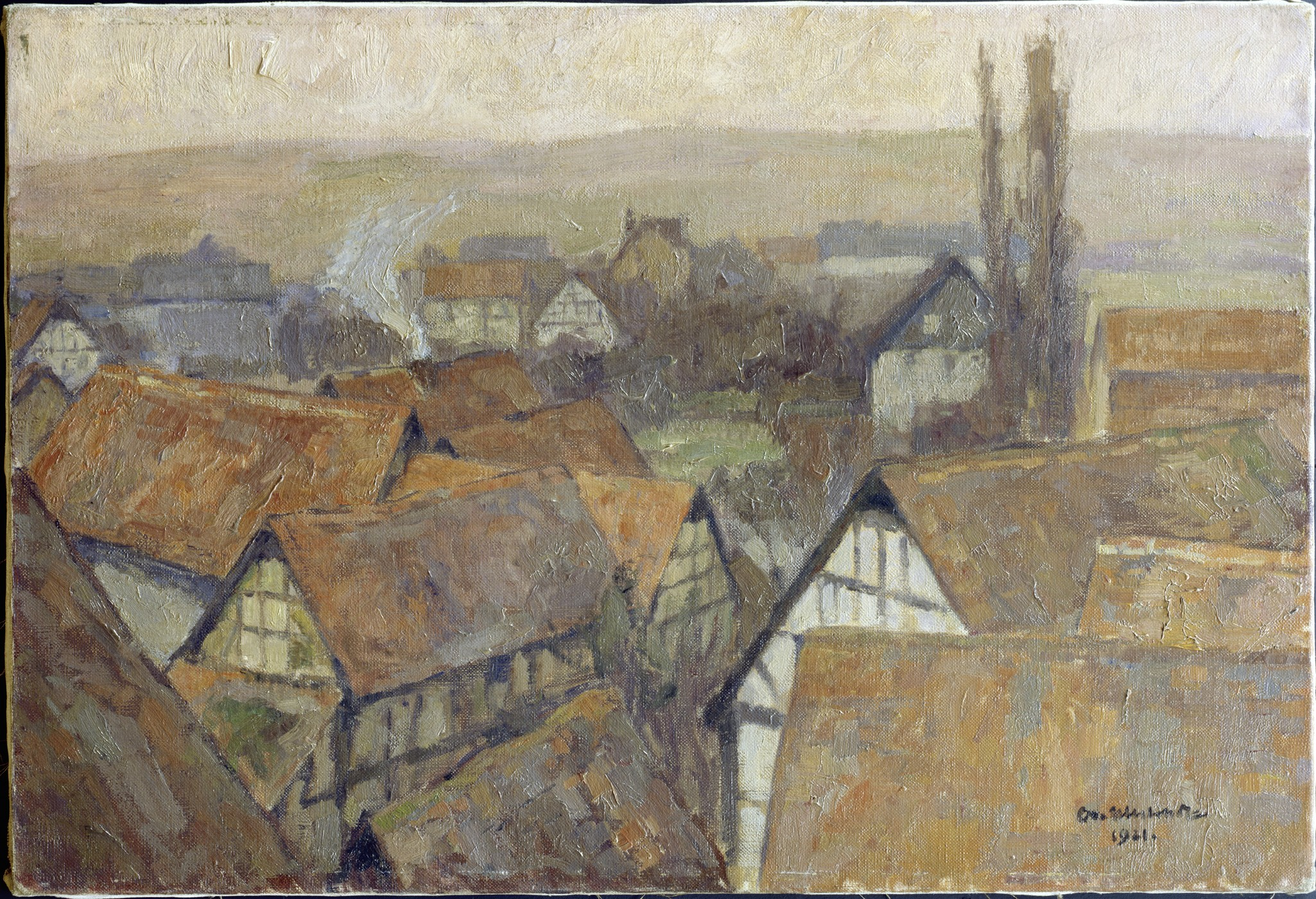
Gemälde von Otto Ubbelohde (1921) – Ansicht vom Kirchhof

### Sport
- SG Lahnfels, Fußballverein mit Schwerpunkt in der Jugendarbeit
- TV 1906 Goßfelden, Turnverein mit langjähriger Sportabzeichenförderung[23]
- RV Edelweiß 1921 Goßfelden e. V. Der Verein fördert Radsport, Nordic Walking, Boule und insbesondere den Kinder- und Jugendsport.[24]

## Wirtschaft und Infrastruktur

### Verkehr
Goßfelden ist über die Bundesstraße 62 zu erreichen, die in westliche Richtung nach Siegen führt und nach Osten Anschluss an die Bundesstraße 3 nach Marburg im Süden bietet. Außerdem gibt es in Nord-Süd-Richtung eine Landesstraße von Wetter (Hessen) im Norden, die nach Süden nach Wehrda und etwas direkter nach Marburg führt.
Über die Obere Lahntalbahn gibt es stündliche Bahnverbindungen nach Marburg und über Biedenkopf und Bad Laasphe nach Erndtebrück. Der Bahnsteig des Haltepunktes wurde Mitte der 2000er Jahre erneuert und ist nun auch für mobilitätseingeschränkte Personen problemfrei erreichbar. Er ist mit Fahrkartenautomat, Beleuchtung, Wetterschutzhäuschen und taktilen Blindenleitstreifen ausgestattet. Die Bahnsteighöhe beträgt seit der Modernisierung 55 Zentimeter.
| Linie | Verlauf | Takt                                      |
| ----- | --- | ----------------------------------------- |
| RB 94 | Obere Lahntalbahn: Marburg (Lahn) – Cölbe – Lahntal-Sarnau – Goßfelden – Sterzhausen – Caldern – Buchenau (Lahn) – Friedensdorf (Lahn) – Wilhelmshütte (Lahn) – Biedenkopf – Biedenkopf Campus – Wallau (Lahn) – Bad Laasphe-Niederlaasphe – Bad Laasphe – Feudingen – Oberndorf (Wittgenstein) – Leimstruth – Schameder – Erndtebrück ( – Hilchenbach – Kreuztal – Siegen Hbf – Betzdorf (Sieg)) (2 Zugpaare Samstags von/bis Betzdorf) Stand: Fahrplanwechsel Dezember 2021 | 120 min 60 min (Marburg–Laasphe werktags) |

## Söhne und Töchter und andere Persönlichkeiten
- Wigand Orth (1537–1566), evangelischer Theologe (starb in Goßfelden)
- Johann Heinrich Christian Bang (1774–1851), lutherischer Pfarrer und Pädagoge (in Goßfelden geboren)
- Otto Ubbelohde (1867–1922), Maler und Illustrator (lebte in Goßfelden)
- Heinrich Ubbelohde-Doering (1889–1972), Archäologe und Museumsdirektor (starb in Goßfeldern)
- Franz Frank (1897–1986), Maler und Graphiker (lebte in Goßfelden)
- Siegfried Großmann (* 1930), Physiker und Professor für Theoretische Physiker in Marburg, lebt in Goßfelden
- Christean Wagner (1943–2025), Politiker (CDU)
- Felix Römer (* 1979), Autor und Slam-Poet (in Goßfelden aufgewachsen)